# Basilodes pepita
Basilodes pepita là một loài bướm đêm trong họ Noctuidae.